# I. e. 1504
I. e. 1504. október 13-án Egyiptomban teljes napfogyatkozás volt, de az ókori Kelet teljes területén végig húzódott a részleges árnyék sávja.
- I. e. 1504 – I. e. 1482 Hatsepszut királynő uralkodása, kereskedelmi kapcsolatok Punt országgal.